# Nistatin
Nistatin je polienski antimikotik, učinkovit proti številnim okužbam s plesnimi in kvasovkami (tudi proti kandidam). Ne absorbira se skozi intaktno kožo ali sluznice, po intravenskem dajanju pa povzroča določene škodljive učinke. Predstavlja pa razmeroma varno zdravilo za zdravljenje glivičnih okužb ust in prebavil. Proizvaja ga bakterija Streptomyces noursei.

## Zgodovina
Nistatin sta iz bakterije leta 1948 prva izolirala Elizabeth Lee Hazen in Rachel Fuller Brown iz njujorškega zdravstvenega državnega oddelka za zdravje. Po omenjeni ustanovi je zdravilo tudi dobilo ime (New York State Department of Health.

## Uporaba
Nistatin je nasplošno dobro učinkovit pri kožnih in nožničnih okužb ter okužb sluznic in požiralnika z glivami iz rodu kandid. Tudi kriptokoki se dobro odzivajo nanj. 
Pogosto se uporablja kot zaščita pri bolnikih s povečanim tveganjem za glivične okužbe, na primer pri bolnikih z aidsom z nizkim število celic CD4+ in pri bolnikih, zdravljenih s kemoterapijo.
Nistatin so uporabili tudi za zaščito predmetov pred plesnijo, na primer umetnin.

## Mehanizem delovanja
Kot amfotericin B ali natamicin se tudi nistatin veže na ergosterol, pomembno sestavino glivnih celičnih membran. V dovoljšnji koncentraciji povzročijo nastanek por v membranah in iz glivne celice začnejo uhajati kalijevi ioni, kar povzroči celično smrt. Ker živalske celice ne vsebujejo ergosterola v celičnih membranah, nistatin ne povzroča smrti teh celic.